# Howard Alden
Howard Alden es un guitarrista de jazz, nacido el 17 de octubre de 1958 en Newport Beach, California. 
Ha grabado numerosos discos con el sello Concord Records y es el ejecutante de la banda sonora de la película de Woody Allen, Acordes y desacuerdos. Asimismo, instruyó a Sean Penn, para que pudiese imitar que tocaba en la película.

## Biografía
Empezó a tocar la guitarra tenor cuando tenía 10 años y el banjo en su adolescencia, tocando en numerosos eventos en la zona de Los Ángeles. A partir de 1977 estudió guitarra en el Guitar Institute of Technology en Hollywood con Howard Roberts
Más tarde, en 1982, se mudó a Nueva York gracias a Joe Williams y Woody Herman. En 1983 ya había colaborado con Dick Hyman, cuando actuó con él y con otros músicos en el concierto del centenario de Eubie Blake. En 1985 firmó un contrato con Condord Records, grabando para ellos numerosos discos.
Actualmente, vive en Manhattan con su esposa Terrie Richards.

## Discografía
| Año  | Álbum                                                                    | Líder                                     | Sello          |
| ---- | ------------------------------------------------------------------------ | ----------------------------------------- | -------------- |
| 1985 | "No Amps Allowed"                                                        | Howard Alden & Jack Lesberg               | Chiaroscuro    |
| 1986 | "Swing Street"                                                           | Howard Alden                              | Concord Jazz   |
| 1988 | "Swinging Into Prominence"                                               | Howard Alden                              | Famous Door    |
| 1988 | "Plays the Music of Harry Reser"                                         | Howard Alden                              | Stomp Off      |
| 1989 | "The Howard Alden Trio Plus Special Guests Ken Peplowski & Warren Vache" | Howard Alden                              | Concord Jazz   |
| 1989 | "The ABQ Salutes Buck Clayton"                                           | Howard Alden & Dan Barrett                | Concord Jazz   |
| 1990 | "Snowy Morning Blues" w/ Monty Alexander                                 | Howard Alden                              | Concord Jazz   |
| 1991 | "13 Strings" w/ George Van Eps                                           | Howard Alden                              | Concord Jazz   |
| 1991 | "Misterioso"                                                             | Howard Alden                              | Concord Jazz   |
| 1991 | "Hand-Crafted Swing"                                                     | Howard Alden & George Van Eps             | Concord Jazz   |
| 1992 | "Good Likeness"                                                          | Howard Alden                              | Concord Jazz   |
| 1994 | "Your Story: The Music of Bill Evans"                                    | Howard Alden                              | Concord Jazz   |
| 1994 | "Encore! Live at Centre Concord"                                         | Howard Alden & Ken Peplowski              | Concord Jazz   |
| 1995 | "Concord Jazz guitar Collective"                                         | Howard Alden, Frank Vignola & Jimmy Bruno | Concord Jazz   |
| 1996 | "Take Your Pick"                                                         | Howard Alden                              | Concord Jazz   |
| 2001 | "The Jazz KENnection"                                                    | Kenny Davern & Ken Peplowski              | Arbors Records |
| 2001 | "Live In Belfast"                                                        | Frank Tate                                | Nagel-Heyer    |
| 2002 | "My Shining Hour"                                                        | Howard Alden                              | Concord Jazz   |
| 2003 | "In A Mellow Tone"                                                       | Howard Alden & Bucky Pizzarelli           | Concord Jazz   |
| 2004 | "Live In '95"                                                            | Howard Alden & Dan Barrett                | Concord Jazz   |
| 2005 | "Everything I Love"                                                      | Howard Alden & Dave Cliff                 | Concord Jazz   |
| 2006 | "Howard Alden's UK 4 Live at Lewes"                                      | Howard Alden                              | Woolf Notes    |
| 2006 | "Maurice Hines: To Nat King Cole With Love"                              | Maurice Hines                             | Arbors Records |
| 2006 | "Dialogues"                                                              | Kenny Davern                              | Arbors Records |